# Вејвард Пајнс
Вејвард Пајнс (енгл. Wayward Pines) америчка је научнофантастична телевизијска серија, по романима Вејвард Пајнс Блејка Крауча. Развио ју је Чад Хоџ, док је М. Најт Шјамалан режирао пилот, а обојица су извршни продуценти. Серију је премијерно приказивао Fox од 14. маја 2015. године.
У децембру 2016. серија је обновљена за другу сезону, која је приказивана између 25. маја и 27. јула 2016. године. После друге сезоне, серија је отказана 2018. године.

## Премиса
Прва сезона прати Итана Берка (Мет Дилон), агента тајне службе САД који истражује нестанак двојице колега агената у мистериозном градићу Вејворд Пајнс у Ајдаху. Итан се буди након саобраћајне несреће, без могућности да ступи у контакт са спољним светом иили да оде. Проналази једног од агената мртвог, док се други, његова бивша љубав Кејт Хјусон (Карла Гуџино), скрасила у наизглед идиличном граду. Мешутим, становници Вејвард Пајнса су тамо заробљени оградом под напоном и скупом правила које спроводи строги шериф Арнолд Поуп (Теренс Хауард). Сваки покушај бекства кажњава се јавним погубљењем, када шериф пререже врат осуђенику. Итан се поново повезује са женом и сином док ради на откривању истине.
Друга сезона прати др Теа Једлина (Џејсон Патрик), хирурга који се нађе у битци између Џејсона Хигинса, вође Прве генерације која је преузела Вејвард Пајнс након инцидента који је завршио прву сезону, и подземних побуњеника које предводи Итанов син, Бен. Берк.

## Улоге
| Глумац          | Улога                 |
| --------------- | --------------------- |
| Мет Дилон       | Итан Берк             |
| Карла Гуџино    | Кејт Хјусон           |
| Тоби Џоунс      | Дејвид Пилчер         |
| Шенин Сосамон   | Тереза Берк           |
| Рид Дајмонд     | Харолд Балинџер       |
| Чарли Тахан     | Бен Берк              |
| Џулијет Луис    | Беверли Браун         |
| Тим Грифин      | Адам Хаслер           |
| Мелиса Лио      | Памела Пилчер         |
| Теренс Хауард   | Арнолд Поуп           |
| Џејсон Патрик   | др Теодор Једлин      |
| Нимрат Каур     | Ребека Једлин         |
| Џош Хелман      | Зандер Бек            |
| Том Стивенс     | Џејсон Хигинс         |
| Кејси Рол       | Кери Кембел           |
| Хоуп Дејвис     | Меган Фишер           |
| Џимон Хансу     | Кристофер Џејмс Мичам |
| Кристофер Мајер | Марио                 |

## Епизоде
| Сезона | Сезона | Епизоде | Епизоде | Оригинално емитовање | Оригинално емитовање |
| Сезона | Сезона | Епизоде | Епизоде | Премијера            | Финале               |
| ------ | ------ | ------- | ------- | -------------------- | -------------------- |
|        | 1.     | 10      | 10      | 14. мај 2015.        | 23. јул 2015.        |
|        | 2.     | 10      | 10      | 25. мај 2016.        | 27. јул 2016.        |